# Mostra internazionale di architettura di Venezia
La Mostra internazionale di architettura (o Biennale di architettura) di Venezia si svolge ogni due anni alternandosi all'Esposizione internazionale d'arte di Venezia. Fu istituita dalla Fondazione della Biennale di Venezia nel 1980.

## Storia
Sono allestite durante gli anni settanta, presso i Magazzini del Sale e le Zattere, le prime mostre di architettura della Biennale all'interno del settore Arti visive.
La prima Mostra internazionale di architettura curata da Paolo Portoghesi, intitolata La Presenza del Passato, viene allestita nella Strada Novissima delle Corderie dell'Arsenale.

## Edizioni

### Anno zero 1975
Direttore indicato dal presidente Carlo Ripa di Meana: Vittorio Gregotti
A proposito del Mulino Stucky (15 settembre - 4 novembre); sede: Magazzini del Sale
Mostre collaterali:
Il razionalismo e l'architettura in Italia durante il Fascismo (14 luglio - 10 ottobre 1976); sede: San Lorenzo
Il Werkbund, 1907. Alle origini del design (18 luglio - 10 ottobre 1976); sede: Ca' Pesaro
Europa-America. Architettura urbana, alternativa suburbana (31 luglio - 10 ottobre 1976); sede: Magazzini del Sale
Utopia e crisi dell'antinatura. Momenti delle intenzioni architettoniche in Italia (2 luglio - 15 ottobre 1978); sede: Magazzini del Sale

### La Mostra dalla sua fondazione
1980 (27 luglio - 19 ottobre): I Mostra Internazionale di Architettura
Titolo: La Presenza del Passato
Direttore del Settore Architettura: Paolo Portoghesi
1982 (20 novembre - 6 gennaio 1983): II Mostra Internazionale di Architettura
Titolo: Architettura nei Paesi islamici
Direttore del Settore Architettura: Paolo Portoghesi
1985 (20 luglio - 29 settembre): III Mostra Internazionale di Architettura
Titolo: Progetto Venezia
Direttore del Settore Architettura: Aldo Rossi
1986 (19 luglio - 28 settembre): IV Mostra Internazionale di Architettura
Titolo: Hendrik Petrus Berlage. Disegni
Direttore del Settore Architettura: Aldo Rossi
1991 (8 settembre - 6 ottobre): V Mostra Internazionale di Architettura
Titolo: V Mostra Internazionale di Architettura
Direttore del Settore Architettura: Francesco Dal Co
1996 (15 settembre - 17 novembre): VI Mostra Internazionale di Architettura
Titolo: Sensori del futuro. L'architetto come sismografo
Direttore del Settore Architettura: Hans Hollein
2000 (18 giugno - 29 ottobre): VII Mostra Internazionale di Architettura
Titolo: Less aesthetics more ethics
Direttore del Settore Architettura: Massimiliano Fuksas
2002 (8 settembre - 3 novembre): VIII Mostra Internazionale di Architettura
Titolo: Next
Direttore del Settore Architettura: Deyan Sudjic
2004 (12 settembre - 7 novembre): IX Mostra Internazionale di Architettura
Titolo: Metamorph
Direttore del Settore Architettura: Kurt Walter Forster
2006 (10 settembre - 19 novembre): X Mostra Internazionale di Architettura
Titolo: Città, Architettura e società
Direttore della Mostra: Richard Burdett
2008 (14 settembre - 23 novembre): XI Mostra Internazionale di Architettura
Titolo: Out there: architecture beyond building
Direttore della Mostra: Aaron Betsky
2010 (29 agosto - 21 novembre): XII Mostra Internazionale di Architettura
Titolo: People meet in Architecture
Direttore della Mostra: Kazuyo Sejima
2012 (29 agosto - 25 novembre): XIII Mostra Internazionale di Architettura
Titolo: Common Ground
Direttore della Mostra: David Chipperfield
2014 (7 giugno - 23 novembre): XIV Mostra Internazionale di Architettura
Titolo: Fundamentals
Direttore della Mostra: Rem Koolhaas
2016 (28 maggio - 27 novembre): XV Mostra Internazionale di Architettura
Titolo: Reporting from the Front
Direttore della Mostra: Alejandro Aravena, tra gli altri, ha invitato Raphael Zuber, Herzog & de Meuron, Tadao Ando, Peter Zumthor, David Chipperfield, SANAA, Renato Rizzi e Francis Kéré.
2018 (26 maggio - 25 novembre): XVI Mostra Internazionale di Architettura
Titolo: Freespace
Curatrici della Mostra: Yvonne Farrell e Shelley McNamara, tra gli altri, hanno invitato Angela Deuber, David Chipperfield, SANAA, Lacaton & Vassal, Paulo Mendes da Rocha, Rafael Moneo, Toyo Ito, Eduardo Souto de Moura e Aurelio Galfetti.
2021 (22 maggio - 21 novembre): XVII Mostra Internazionale di Architettura
Titolo: How we will live together?
Curatore della mostra: Hashim Sarkis
2023 (20 maggio - 26 novembre): XVIII Mostra Internazionale di Architettura
Titolo: The Laboratory of the Future
Curatrice della mostra: Lesley Lokko
2025 (10 maggio - 23 novembre): XIX Mostra Internazionale di Architettura
Titolo: Intelligens. Naturale. Artificiale. Collettiva.
Curatore della mostra: Carlo Ratti